# وضع راهن
الوضع الراهن  هو مصطلح يستخدم في سياق الإشارة إلى حالة الأمور الراهنة في مجتمع ما.
يقابل هذا اللفظ في اللغة اللاتينية Status quo، وغالباً ما يقترن هذا المصطلح للإشارة إلى الأوضاع السياسية والاجتماعية.

## اقرأ أيضاً
- أمر واقع
- انحياز للوضع الراهن
- الوضع الراهن للأماكن المقدسة